# ماگلانگ
ماگلانگ (اندونزیایی: Magelang) شهری در استان جاوه مرکزی کشور اندونزی است. جمعیت این شهر بر اساس سرشماری سال ۱۹۹۰ میلادی، ۱۲۳٫۱۵۶ نفر و بر اساس سرشماری سال ۲۰۰۰ میلادی، ۱۱۵٫۵۹۴ بوده که در سال ۲۰۰۷ میلادی به ۱۰۹٫۴۹۶ نفر افزایش یافته‌است.

## نگارخانه

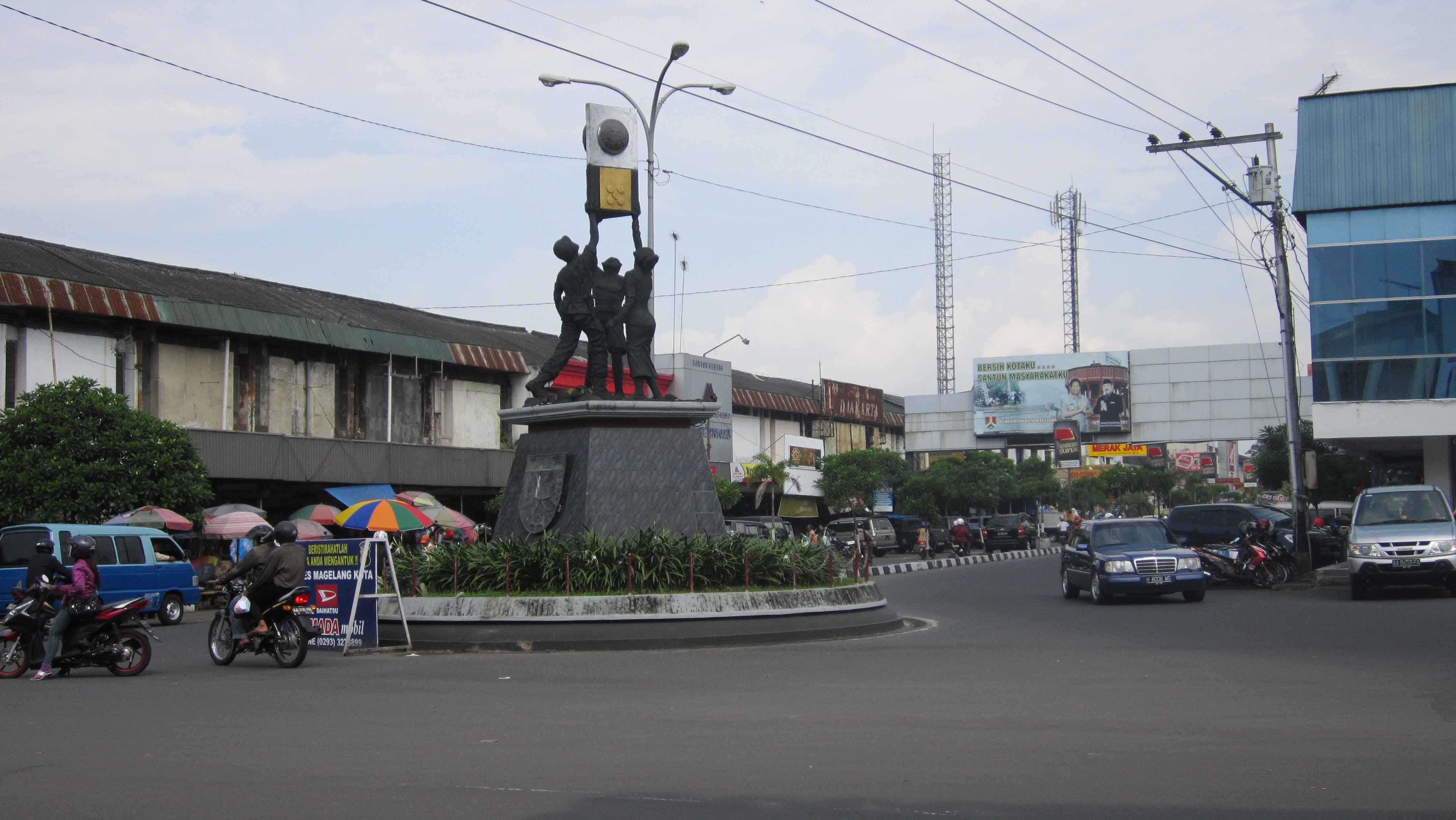
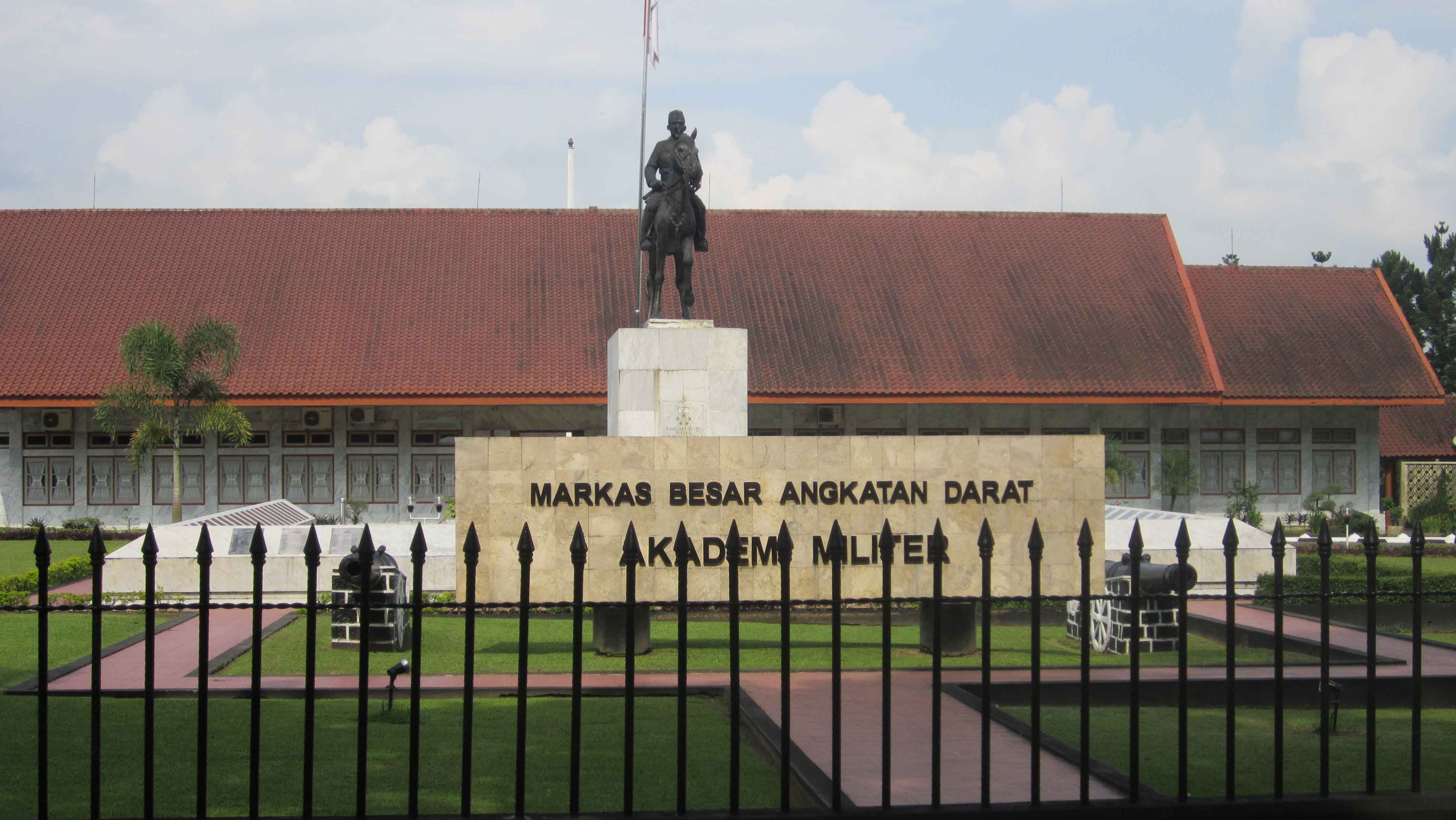
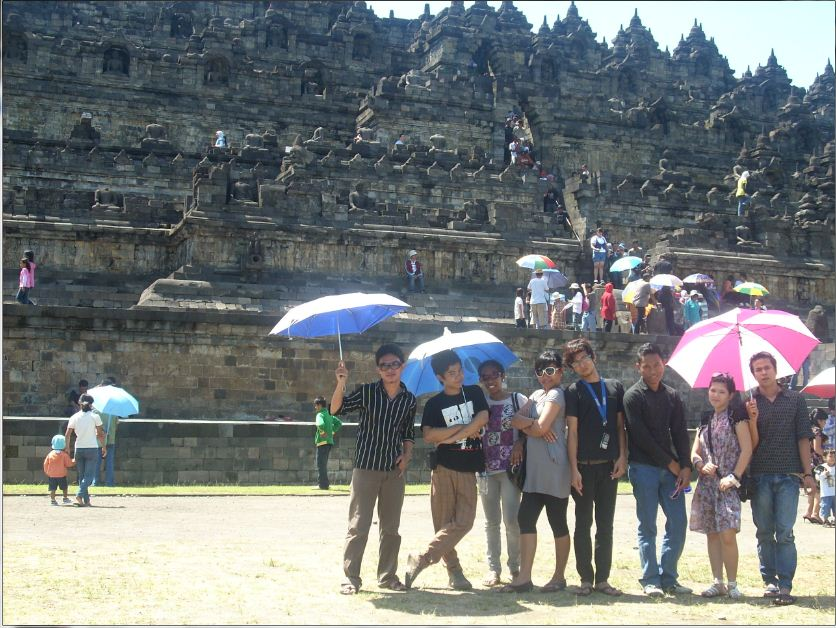
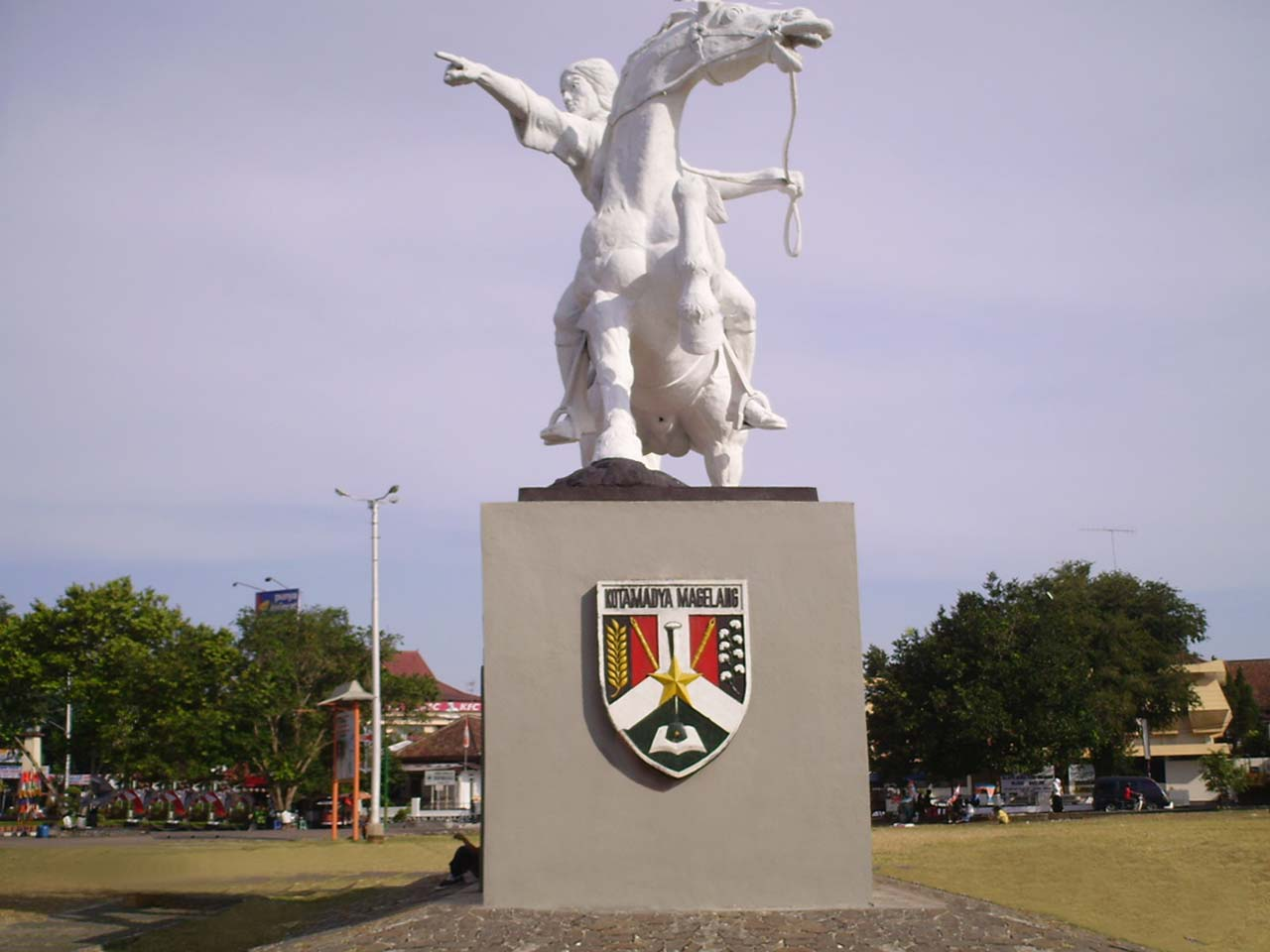
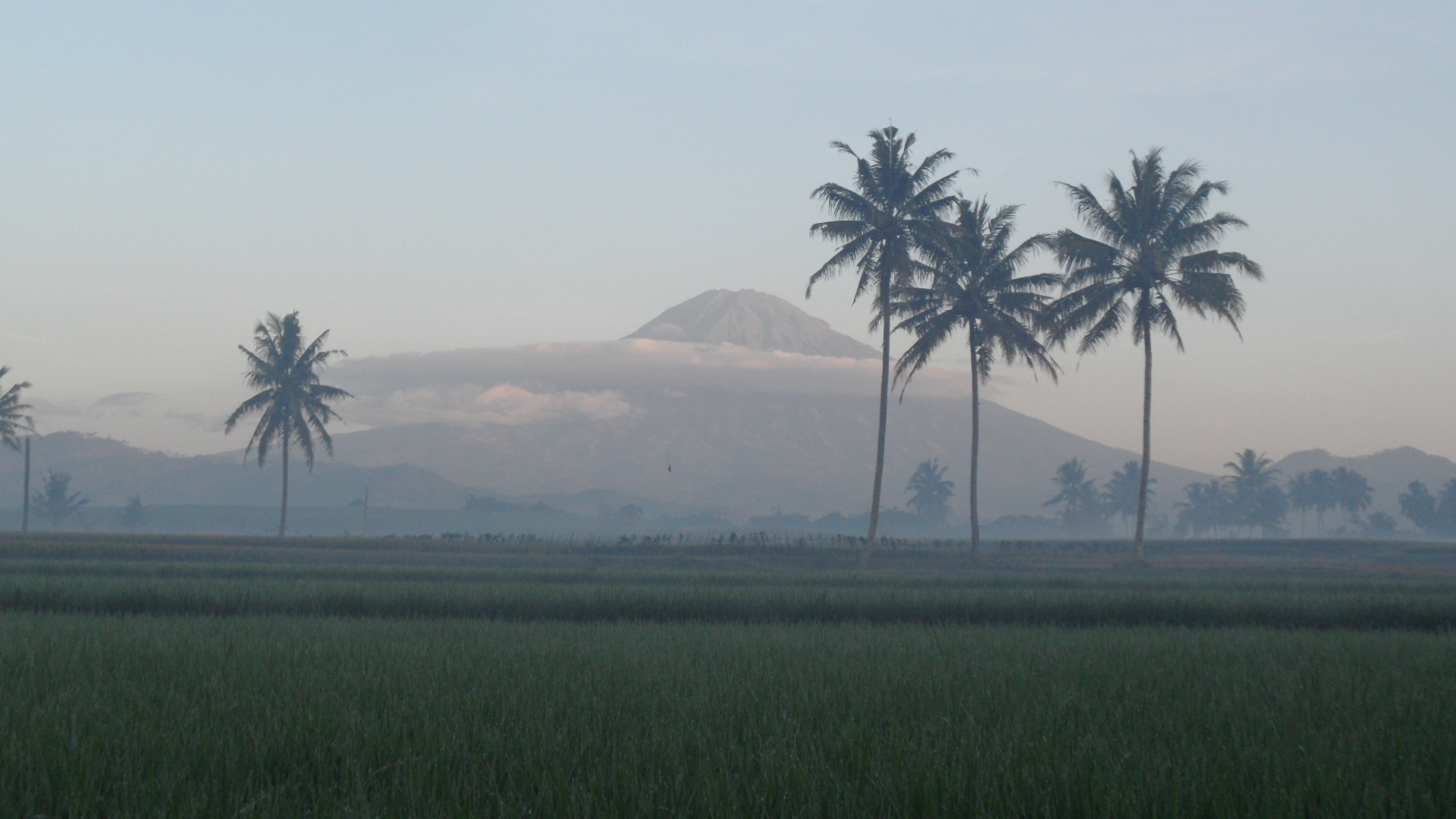